# ميشيل برازيريس
ميشيل ريتشارد كونها دوس برازيريس (بالإنجليزية: Michel Richard Cunha dos Prazeres؛ مواليد 25 يوليو 1981) هو مقاتل فنون القتال المختلطة برازيلي. يُنافس في وزن الوسط في يو إف سي.

## وصلات خارجية
- ميشيل برازيريس على موقع يو إف سي (الإنجليزية)
- ميشيل برازيريس على موقع شيردوغ (الإنجليزية)
- ميشيل برازيريس على موقع IMDb (الإنجليزية)
- ميشيل برازيريس على موقع قاعدة بيانات الفيلم (الإنجليزية)